# Mike Freer
Pour les articles homonymes, voir Freer (homonymie).
Michael Whitney Freer, né le 29 mai 1960 à Manchester, est un homme politique du Parti conservateur britannique et ancien banquier.
Il est député pour la circonscription de Finchley et Golders Green de 2010 à 2024. Il est un ancien chef du Barnet Council et un ancien conseiller des quartiers Church End et St Paul à Finchley.

## Jeunesse
Mike Freer est né à Manchester le 29 mai 1960. Il passe une partie de son enfance dans un logement communal, qui est ensuite acheté par ses parents grâce à la politique du gouvernement conservateur sur le droit d'achat. Il fait ses études à la Chadderton Grammar School for Boys puis au St Aidan's County High School (maintenant Richard Rose Central Academy) à Carlisle. Il étudie la comptabilité et le droit des affaires à l'Université de Stirling, mais n'obtient pas de diplôme.
Il travaille pour un certain nombre de chaînes de restauration rapide, dont Pizzaland, Pizza Hut et KFC, avant une carrière de gestion dans le secteur financier où il travaille pour Barclays Bank en tant que "Area Performance Manager".

## Carrière politique locale
Il est élu pour la première fois au Barnet Council en 1990 pour le quartier St. Paul, remportant le siège sur le parti travailliste. Cependant, il perd le siège face au Labour en 1994 et perd de nouveau dans le quartier East Finchley en 1998. Il est réélu au conseil, pour le quartier de Church End, en 2002. Il est élu à l'unanimité chef du Conseil par son parti le 11 mai 2006, remplaçant Brian Salinger à la tête du groupe conservateur, après avoir été adjoint de Salinger.
En pleine crise financière, il est nommé «banquier de l'année» par Private Eye dans ses Rotten Borough Awards de 2008.
En 2009, Freer annonce un nouveau modèle de gestion du gouvernement local pour le quartier londonien de Barnet, appelé "Future Shape" qui, selon lui, pourrait permettre au Barnet Council d'économiser 24 millions de livres sterling par an. Le programme est baptisé easyCouncil en raison de sa similitude avec le modèle économique d'easyJet.

## Carrière parlementaire
Aux Élections générales britanniques de 2005, il se présente dans la circonscription de Harrow West dans l'arrondissement voisin de Harrow. Il termine deuxième derrière le sortant du parti travailliste Gareth Thomas, dont la majorité est réduite de 6 000 à 2 000 voix.
Il est élu député pour la circonscription de Finchley et Golders Green aux élections générales britanniques de 2010, et est réélu en 2015, 2017 et 2019.

### Postes
Il est nommé Secrétaire parlementaire privé du secrétaire d'État aux Transports après les élections de 2015 et occupe ce poste jusqu'aux élections de 2017.
Le 15 juin 2017, il est nommé par le whip en chef Gavin Williamson au bureau des whips en tant que whip adjoint du gouvernement. Il a ensuite été promu au poste de Lord Commissioner au sein du Whips Office en juillet 2018.
À la Chambre des communes, il siège au Comité du travail et des pensions, au Comité des affaires écossaises et au Comité du logement, des collectivités et des gouvernements locaux.

### Positions politiques
Il est membre des Amis conservateurs d'Israël (CFI). Bien qu'il ne soit pas juif, The Jewish Chronicle en 2008 le classe 99e dans sa liste des 100 personnes les plus influentes sur la communauté juive. En 2014, il démissionne de son poste de secrétaire parlementaire du Parlement de Nick Boles afin de voter contre une motion d'arrière-ban reconnaissant la Palestine comme un État aux côtés d'Israël, arguant que « la solution à deux États que nous voulons tous voir devrait être la fin et non le début du processus ».
Freer est opposé au Brexit avant le référendum de 2016.
Il est un soutien du Premier ministre Theresa May après qu'elle et le Parti conservateur aient été critiqués pour son rôle dans le scandale de Windrush en 2018. Après qu'un électeur lui ait écrit pour se plaindre du rôle du Parti conservateur dans le scandale, il répond que cela n'avait rien à voir avec le parti et qu'ils ne devaient pas croire les "fausses déclarations" du Parti travailliste.
Le 1er avril 2019, Freer est l'un des quinze députés conservateurs à voter en faveur d'un vote populaire - un deuxième référendum sur l'adhésion du Royaume-Uni à l'Union européenne.

### Autres événements
En avril 2022, après la condamnation d'Ali Harbi Ali, un terroriste islamiste, pour le meurtre de David Amess, Freer révèle que la police antiterroriste lui avait dit qu'Ali s'était rendu à son bureau de circonscription le 17 septembre 2021. Freer devait normalement été au bureau, mais il n'était pas là car il assistait à d'autres réunions. Freer a amélioré ses mesures de sécurité après l'incident.
En décembre 2023, le bureau de circonscription de Freer est la cible d'un incendie criminel présumé. En janvier 2024, il annonce qu'il ne se représenterait pas aux prochaines élections générales, invoquant des inquiétudes concernant sa sécurité personnelle face aux Muslims Against Crusades, un groupe islamiste radical interdit au Royaume-Uni, Ali Harbi Ali et à l'incendie criminel de son bureau de circonscription,,.

## Vie privée
Freer est gay, ce qu'il a révélé à ses collègues députés lors d'un discours lors des débats sur la loi de 2013 sur le mariage (couples de même sexe).
Il vit avec son mari italien, Angelo Crolla, à Finchley, au nord de Londres. Il a  conclu un partenariat civil en janvier 2007. Au huitième anniversaire de leur partenariat civil, en janvier 2015, ils l'ont converti en mariage.